# Letka (letecká jednotka)
Letka je označení pro základní bojovou, administrativní a technickou jednotku vojenského letectva, které se používá v češtině i ve slovenštině, resp. českém i slovenském letectvu. Název letka ve smyslu vojenské jednotky se začal používat ve 20. letech 20. století pro označení jednotky o síle letecké roty, podobně jako se prosadilo označení peruť pro letecký prapor. Použití a význam termínu letka jsou však závislé na konkrétní době a daném letectvu.

## Příklady použití termínu

### Československo
Československé letectvo se v období první republiky skládalo z několika leteckých pluků, které se dále dělily na perutě a letky. Například 2. peruť Leteckého pluku 1 byla dne 15. září 1938 tvořena letkami č. 3, 6 a 66. V 50. letech bylo československé stíhací letectvo organizováno ve stíhacích divizích, které se skládaly ze tří stíhacích leteckých pluků, každý se čtyřmi letkami po 12 letounech.

### Česko
Letecké jednotky Vzdušných sil Armády České republiky jsou organizovány v hierarchii základna–křídlo–letka. Například 213. výcviková letka spadá pod 21. taktické křídlo 21. základny taktického letectva. V roce 2016 byla nejmenší letkou českého letectva 241. dopravní letka s 5 letouny (2 A319CJ, 2 Jak-40, 1 CL-601 Challenger), zatímco nejvyšším počtem strojů disponovala 221. vrtulníková letka s celkem 21 vrtulníky (17 Mi-24V, 4 Mi-171Š).

### Francie
Základní jednotkou Francouzského armádního letectva před první světovou válkou byla letka (escadrille), disponující 6-8 stroji. Letky začaly být v průběhu války početně posilovány a posléze sdružovány do vyšších formací nazvaných skupiny (groupe) a seskupení (groupement). Tuto strukturu si letectvo zachovalo i v meziválečném období, kdy bylo „seskupení“ přejmenováno nejprve na letecký pluk (régiment d'aviation) a v roce 1933, se vznikem samostatné Armée de l'air, na eskadru (escadre). V době počátku druhé světové války měla letka jednomotorových stíhacích letounů 10 strojů operačních a dva záložní, a tabulkové početní stavy jiných typů letek byly typicky nižší. 
V poválečném období a vstupu Francie do NATO došlo k změně názvu groupe na escadron (peruť), která se pak stala základní operační a administrativní jednotkou Armée de l'air. Dvě až tři escadrille o šesti až osmi strojích stále zůstávají organizační složkou těchto perutí a zachovávají si vlastní identitu a tradice, například Escadrille SPA 3 v rámci Escadron de chasse 1/2 Cigognes, ale nikoliv operační samostatnost.

### Německo
Nejmenší operační jednotkou stíhacích letounů Luftwaffe během druhé světové války byla letka (Staffel) s 12 letouny, která se v boji dělila na další taktické jednotky – typicky se jednalo o roj 4 letounů, tzv. Schwarm. Německé letky byly podřízeny skupinám (Gruppen), které se skládaly ze tří letek a štábu.

### Spojené království
Základní jednotkou Royal Air Force v roce 1939 byla peruť (Squadron) s 12 letouny. V jejím rámci působily dvě operační letky (Flights) po 6 strojích ve dvou rojích (Sections) po 3 letadlech. Počínaje rokem 1940 začala RAF postupně přecházet na systém perutí operujících v letkách či rojích (Flights) po 4 letadlech, tzv. Finger-four, skládajících se ze dvou dvojic (Sections).